# Chironomus nippodorsalis
Chironomus nippodorsalis är en tvåvingeart som beskrevs av Sasa 1979. Chironomus nippodorsalis ingår i släktet Chironomus och familjen fjädermyggor. Inga underarter finns listade i Catalogue of Life.